# Живучесть (ствольные системы)
Живучесть ствола (ствольной системы) — параметр ствольной системы, который говорит о том, сколько выстрелов можно произвести из данного артиллерийского ствола пока начальная (дульная) скорость снаряда не уменьшится на величину 10-15 %. Живучесть ствола зависит от интенсивности износа канала артиллерийского ствола, то есть от интенсивности протекающих в системе «пороховой заряд — снаряд — ствол» механических, термодинамических и химических взаимодействий.
Каждый артиллерийский ствол в процессе эксплуатации (стрельбы) постепенно изнашивается и перестаёт удовлетворять предъявляемым к нему тактико-техническим требованиям по: начальной скорости (м/с), кучности стрельбы (Bв, Вд, Вб), параметрам полёта артиллерийского снаряда.
При теоретической оценке живучести принимается допущение о том, что каждый выстрел имеет одинаковое влияние на канал ствола.
При химическом ускорении снаряда пороховым зарядом живучесть ствола зависит от типа применяемого заряда пороха. При использовании различных пороховых зарядов вводится величина эффективного выстрела и соответствующий ей пороховой заряд. Выстрел другими зарядами, отличными от заряда, принятого за эффективный, выражаются в долях от него.
Количественно живучесть ствола оценивается в выстрелах. Остаточная живучесть в процентах от их назначенного количества. Величина живучести ствола задается при проектировании, обеспечивается конструкцией и подтверждается испытаниями ствольной системы. Повышение живучести канала ствола является важной задачей баллистического проектирования ствола и его конструирования.
В случае электрического ускорения артиллерийского снаряда говорят о живучести канала ускорителя (рельсотрона).